# Guilherme Almor de Alpoim Calvão
Guilherme Almor de Alpoim Calvão OTE • MOVM • 2 MPCG • CvA • MPSD • MSMM • MOCE (Chaves, Rua do Dólar, 6 de janeiro de 1937 – Cascais, Cascais, 30 de setembro de 2014) foi um militar português, um dos mais condecorados oficiais das Forças Armadas Portuguesas durante o Estado Novo. No pós 25 de abril de 1974, participou no golpe de 11 de março de 1975, tendo de sair de Portugal, e liderou militarmente a organização terrorista MDLP.

## Biografia
Filho de Guilherme de Faria Calvão e de sua mulher Virgínia de Montalvão e Alpoim Gordilho.

### Carreira militar
Ingressou na Escola do Exército em 1953 e fez o curso de Marinha da Escola Naval entre 1954 a 1957. Em 1959, frequentou o Clearance Diving Course a bordo do HMS Vemon, e em 1962 concluiu o curso de especialização em submersíveis, tendo ainda concluído em 1966 o Curso Geral Naval de Guerra. Como mergulhador, participou em 1965 no resgate da fragata Dom Fernando II e Glória. Participou na Guerra Colonial Portuguesa, sendo conhecido por ter sido o comandante da célebre invasão da Guiné-Conacri em 22 de novembro de 1970. Na Marinha, chegou a Capitão de mar e guerra, tendo recebido dezasseis louvores ao longo da sua carreira. Foi convidado a fazer parte do movimento militar que levou à Revolução de 25 de Abril, mas recusou-se a participar na mesma. Sobre a razão que o levou a não participar, Alpoim Calvão afirmou mais tarde:
| “ | Não, não aceitei [participar no golpe de estado de 25 de Abril]. Ele [Pinheiro de Azevedo falou-me (diante de alguém que pode testemunhar esta conversa), num movimento que pretendia pôr fim ao regime anterior e na necessidade da democratização. Fiz-lhe a única pergunta que para mim era fulcral: "E o Ultramar, como é?" Respondeu-me que era uma questão de autodeterminações, achei que isso era vago e insisti. Claro que eu achava que as democracias são os menos maus dos regimes mas queria garantias sobre o ultramar. Como ele não saísse das auto-determinações, pedi-lhe para não contar comigo. | ” |

### Golpe de 11 de março de 1975 e MDLP
Participou no fracassado golpe de 11 de Março de 1975, tendo fugido para Espanha seis dias depois. Devido a isso, acabou por ser expulso das Forças Armadas Portuguesas pelo Decreto-Lei n.º 147-D/75 de 21 de março de 1975.
Já no exílio, associou-se ao Movimento Democrático de Libertação de Portugal (MDLP) de António de Spínola, um grupo de ação política anticomunista que levou a cabo ações violentas contra membros de partidos de esquerda entre 1975/1976. O académico Riccardo Marchi atribui-lhe o desenho da estrutura hierárquica e que teria ficado com o comando da ala militar. Em 2012, assumiu ao Correio da Manhã a responsabilidade de centenas de bombas e ataques até ao 25 de Novembro de 1975. Os ataques posteriores resultaram de "nem todos os operacionais aceitaram depor as armas".
Após a fuga de Portugal radicou-se no Brasil, tendo-se diplomado em administração de empresas no Rio de Janeiro em 1977 e feito o curso de piloto de aviões monomotores.

### Normalização
Voltou pela primeira vez a Portugal em 1978, tendo sido reintegrado nas Forças Armadas Portuguesas nesse mesmo ano, passou à reserva em 1986 e à reforma em março de 1990.
Nos últimos anos de vida, vivia entre Cascais e a Guiné-Bissau, onde tinha uma fábrica de transformação de caju e onde fundou a Liga de Combatentes das Forças Armadas Especiais Portuguesas na Guiné-Bissau. Enquanto mecenas, contribuiu em 1996 para o restauro da fragata Dom Fernando II e Glória, adquiriu e doou ao Museu de Marinha em 1999 o altar portátil que acompanhou a primeira expedição portuguesa para a Índia, e em 2014 doou à Marinha o seu espólio documental, uma semana antes da sua morte.
Faleceu no Hospital de Cascais a 30 de setembro de 2014, vítima de doença prolongada. As suas cinzas foram atiradas ao mar a partir da fragata NRP Corte Real, numa cerimónia onde participaram familiares e o chefe de Estado-Maior da Armada.

### Cargos
Alpoim Calvão exerceu os seguintes cargos ao longo da sua carreira:
- Comandante do DFE 8 (Destacamento de Fuzileiros Especiais n° 8)
- Comandante das Instalações Navais de Vale de Zebro
- Director de Instrução da Escola de Fuzileiros
- Comandante da Polícia Marítima
- Comandante do COP 3 (Comando Operacional n° 3 Guiné)
- Comandante dos Grupos Operacionais 2, 3 e 4 da Guiné
- Chefe do Centro de Operações Especiais do Comandante Chefe da Guiné
- Director do Gabinete de Estudos de Guerra Subversiva
- Administrador da Fábrica de Explosivos da Trafaria
- Presidente da Federação Portuguesa de Remo (1973/74)
- Presidente da Comissão Central de Árbitros
- Administrador da Companhia de Pólvoras e Munições de Barcarena

### Condecorações
Alpoim Calvão recebeu as seguintes condecorações:
- Distintivo da Antiga e Muito Nobre Ordem Militar da Torre e Espada, do Valor, Lealdade e Mérito
- Medalha de Ouro de Valor Militar com Palma
- Duas Medalhas Militares de 1.ª Classe da Cruz de Guerra
- Medalha Militar de 1.ª Classe da Cruz de Guerra Colectiva
- Medalha Militar de Prata de Serviços Distintos
- Medalha de 2.ª Classe de Mérito Militar
- Oficial da Antiga e Muito Nobre Ordem Militar da Torre e Espada, do Valor, Lealdade e Mérito, com Palma (23 de julho de 1970)[14]
- Cavaleiro da Ordem Militar de São Bento de Avis (17 de maio de 1972)[14]
- Medalha Militar de Promoção por Distinção em Combate
- Medalha de Ouro da Ordem do Infante D. Henrique
- Medalha Militar de Ouro de Comportamento Exemplar do Comandante do Corpo de Fuzileiros (6 de julho de 2010)[2][3]

### Obra
Alpoim Calvão é autor dos seguintes livros, para além de ter publicado dezenas de artigos em jornais e revistas:
- De Conakry ao MDLP
- Contos de Guerra
- O 11 de Março - peças de um processo